# ギュンター・プリーン
ギュンター・プリーン（独: Günther Prien、1908年1月16日 - 1941年5月7日）は、ドイツの海軍軍人、Uボート艦長。最終階級は海軍少佐。
第二次世界大戦初期における著名なUボートエースの一人で、最初に騎士鉄十字章を授与されたUボート艦長である。プリーンの指揮の下、潜水艦U-47は30隻以上の連合国艦船、合計約20万トンを撃沈した。最も有名な戦績はイギリス海軍本国艦隊の本拠地スカパ・フローに係留されていた戦艦「ロイヤル・オーク」の撃沈である。

## 海軍入隊まで
プリーンはプロイセンのザクセン州オスターフェルトに生まれ、ライプツィヒで育った。1923年夏、ドイツ商船隊に加わり、ハンブルクのフィンケンヴェアダー（Finkenwerder）にある船員養成所で3ヶ月教育を受けた後、3本マストの全装帆船、「ハンブルク号」のキャビンボーイ（給仕係）となった。
彼の最初の航海は、アゾレス諸島、ペンサコーラ、ホバート（タスマニア）およびファルマスと渡るものだった。1925年10月、コークへの航海中嵐に遭い、船はダブリン付近で座礁、放棄され、のちに沈没したと発表された。 プリーンとクルー達はブレーマーハーフェンへ送られ、そこからハンブルクに着いたとき、プリーンは船員の書類を受け取り、彼が船上で利用したもののコストが彼の給料の6ヶ月分を上回るものだったことが分かった。
彼が一人前の船乗りを目指していたことは、彼がすぐに別の全装帆船「オルデンブルク号」と契約したことに表れている（ヨースト・メッツラー（de:Jost Metzler）著『The Laughing Cow』）。ヨースト・メッツラー（後のU-69艦長）はオルデンブルク号（現在のSuomen Joutsen（フィンランドの白鳥）号）に一般船員として乗船したとき、プリーンの片腕となった。彼は著書『The Laughing Cow: The Story of U 69』の冒頭で、プリーンと彼との関係は当初“非常に緊張した”もので、若い船員であるプリーンが“時々非常に厳しく、不公平だった”と語っている。後に彼らは親友となり、一連の南アメリカの港に向かうことになる。彼は航海士の免状と無線通信士の免許を得て「サン・フランシスコ号」の四等高級船員となりハンブルクを出たが、船は霧の中、ホーエヴェーク（Hoheweg）灯台付近で他船と衝突した。見張り役だったプリーンは取調べのためにブレーマーハーフェンにある海事裁判所海員審判所に招喚されると、原因は悪天候のせいだと主張した。
1932年1月、プリーンは船長試験に合格したが、折からの世界恐慌のためドイツの船舶輸送業界も衰退しており、仕事を見つけることができなかった。彼はライプツィヒに帰ったが、援助会でも仕事を見つけられなかった。1932年3月、彼は国家社会主義ドイツ労働者党（ナチ党）に入党した（Gordon Williamson著『Wolf Pack: The Story of the U-Boat in World War II』によれば、海軍はナチ党あるいはナチス親衛隊メンバーの入隊を認めず、入隊する場合は離党することを強いられた）。8月、Oslnitzにて、フォークトベルク（Vogtsberg）の国家労働奉仕団に入団した。
1933年1月、彼は帆船ニオベが失われた後、商船要員の早急な増強が求められている中に引き込まれる形でドイツ海軍に入隊した。プリーンは将校になるという強い願望を持ちながら一般水兵として入隊した。彼は訓練に耐え、軽巡洋艦ケーニヒスベルクに配属となった。後にキールでUボートの訓練を受け、最終的にブレーメンのデシマーク社造船所にあったU-26の第一当直士官として配属された。
プリーンは順調に昇進し、1933年海軍士官候補生、1935年上級士官候補生、同じく1935年少尉、1937年には中尉になった。1939年2月1日、彼は新型のUボート(VIIB型)U-47の艦長に任命され、大尉の辞令を受けた。

## スカパ・フロー

U-47のスカパ・フロー侵入

1939年10月14日、プリーンは、水深が浅く、浅瀬の位置も分からず、水流が複雑で、かつ、守備隊に探知される危険を冒し、イギリス海軍の主要基地スカパ・フローに侵入した。イギリス本国艦隊のほとんどが海上に出ていたとはいえ、プリーンは戦艦ロイヤル・オークを撃沈して帰還、たちまち有名になった。彼はドイツ海軍軍人の中で初めて騎士鉄十字章を授与された。
この作戦でスカパ・フローに侵入するものは志願者のみとされていたが、プリーンは躊躇なくこの任務を引き受けた。
プリーンは「スカパ・フローの雄牛」の異名を受けた。U-47の艦橋には鼻息を荒立てる雄牛のエンブレムが描かれており、それはやがて第7潜水隊群のエンブレムとなった。
ドイツ海軍司令部により、プリーンが発射した合計7発の魚雷のうち5発は失敗だったことは秘密とされた。これは長年問題とされた深度調整と磁気雷管システムの不具合によるものである。これら問題はドイツの潜水艦乗り達を長い間（とりわけノルウェー侵攻作戦中、イギリス海軍を港に釘付けにできなかったとき）悩ませつづけた。
プリーンは『スカパ・フローへの道 ギュンター・プリーン回想録』の中で、この攻撃について述べている。

## その後の経歴
プリーンが沈没させた船の中には、英国の遠洋定期船アランドラ・スター号もある。同船は抑留ドイツ人・イタリア人1200名とドイツ人捕虜86名を英国のリバプールからカナダのセントジョンズの収容所へ輸送する途中であったが、1940年7月2日の早朝、グウィドーの西75マイルの所で彼の魚雷を受けて沈没し、800名以上が死亡した。犠牲者にはユダヤ系ドイツ人法学家H.W. ゴルドシュミットが含まれていた。
後の連合国輸送船団に対する哨戒および襲撃の功績により、1940年、プリーンは柏葉付騎士鉄十字章を授与されている。その後まもなく少佐に昇進し、1941年5月7日、U-47はOB293船団を攻撃中、消息をたった。U-47はイギリス駆逐艦ウォルバリンによりアイルランド西で沈められたと考えられているが、新しい調査では、ウォルバリンは実際はU-A（外国Uボート隊のうちの一隻）を攻撃したことを示唆している。今日までU-47あるいは45名の乗組員に何が起こったか公式の記録はないが、機雷に触れた、機関が故障した、自らの魚雷の犠牲となった、あるいは考えようによっては後のコルベット部隊（カメリア、アービュタス）による攻撃の確認されていない戦果に含まれるなど、様々な可能性が存在する。プリーンの死は、しばらくドイツ国内には伏せられていたが、長期の不在が疑惑を招き、ナチに刃向かって乗員ともども強制収容所に送られたという噂が流れたため、公表されるに至った。
彼が海上にいたのは2年に満たなかったとは言え、プリーンの記録は第二次世界大戦のUボートエースの中でも高い。彼は238日を海で過ごし、30隻の敵船、登録トン数の合計で193,808トンを沈めた。

## 関連作品
映画
- U47出撃せよ（ハラルト・ラインル監督、1958年、西ドイツ）